# Discorso sull'economia politica
Il Discorso sull'economia politica (titolo originale francese: Discours sur l'économie politique) è un saggio del filosofo ginevrino Jean-Jacques Rousseau dedicato al tema dell'economia politica, cioè alla scienza economica intesa da una prospettiva sociale e morale. Pubblicato per la prima volta nel 1755 come voce Economia politica all'interno del quinto volume dell'Encyclopédie di Diderot e d'Alembert, il testo venne poi edito autonomamente come Discorso sull'economia politica; seguendo cronologicamente il Discorso sulle scienze e le arti e il Discorso sull'origine e i fondamenti della diseguaglianza tra gli uomini, è a volte citato come "terzo discorso".

## Inquadramento dell'opera
Il Discorso sull'economia politica venne composto da Rousseau nel corso dell'anno 1754. Nel 1750 era stato pubblicato il Discorso sulle scienze e le arti, e nello stesso 1754 sarebbe stato pubblicato anche il Discorso sull'ineguaglianza; queste due opere avevano un contenuto fortemente critico non solo verso le istituzioni e i costumi dell'epoca in cui l'autore viveva, ma anche verso la società e la civilizzazione nel loro complesso: esse venivano considerate molto negativamente, in quanto corruttrici della natura originariamente buona dell'uomo. Tuttavia Rousseau non riteneva possibile far retrocedere l'uomo allo stato di primigenia felicità e innocenza nella natura selvaggia; quindi, dovendo superare il male nel male, tratteggiò nel Discorso sull'economia politica (oltre che, più compiutamente, nel successivo Contratto sociale) le caratteristiche salienti di una società più giusta di quella esistente.

## Contenuto
In effetti, il Discorso sull'economia politica introduce alcuni dei temi e dei concetti che, sviluppati più in profondità nel Contratto sociale, costituiscono il nucleo della filosofia politica rousseauiana. Tra di essi, in primo luogo, figura l'idea di volontà generale (volonté générale): si tratta di un concetto la cui precisa interpretazione risulta tuttora oggetto di dibattiti tra gli studiosi ma che in sostanza per Rousseau rappresenta una volontà diretta al bene del corpo politico non in quanto somma di singoli, ciascuno con i suoi interessi particolari, ma in quanto comunità legata da un patto costitutivo e caratterizzata da un interesse comune; è solo l'aderenza alla volontà generale, proprio in quanto essa è generale, che secondo Rousseau può legittimare il potere legislativo. Rousseau è peraltro consapevole che l'esistenza di interessi privati in seno alla società può far sì che la volontà di tutti (o, a maggior ragione, della maggioranza) e la volontà generale divergano, ma identifica il buon governo con la condizione in cui l'interesse perseguito dai governanti è uguale all'interesse del popolo.
Un altro importante passo del Discorso sull'economia politica è quello in cui si stabilisce la distinzione tra potere legislativo e potere esecutivo: il potere esecutivo, detenuto dal governo, deve sottostare alle leggi emanate dal corpo politico sovrano (cioè alla volontà generale) e il suo ruolo è solamente quello di far rispettare tali leggi.
Rousseau stabilisce poi, alla luce di ciò, tre massime alle quali tutti i governi dovrebbero attenersi:
- La volontà generale deve essere sempre assecondata dal governo, per quanto possibile; essa deve essere ben separata dalla congerie di volontà individuali e, una volta compiuta questa operazione, deve essere seguita scrupolosamente soprattutto dai governanti, il che è come dire che anche e soprattutto i governanti devono attenersi alla legge.[2][3]
- Bisogna fare in modo che l'insieme delle volontà particolari si avvicini il più possibile alla volontà generale; i cittadini vanno educati fin dalla loro giovinezza ad amare la patria e le leggi che proteggono l'uguaglianza di tutti i membri dello Stato, in modo che si abituino a desiderare il bene della comunità nell'aderenza alla volontà generale.[2][3]
- Bisogna adoperarsi affinché i cittadini abbiano la possibilità di provvedere alla loro sussistenza, e cioè affinché i loro bisogni siano soddisfatti; questo punto, facendo riferimento all'amministrazione dei beni, è quello più direttamente legato all'economia: secondo Rousseau, bisogna sostanzialmente che la proprietà privata sia adeguatamente garantita contro i soprusi e che il lavoro (fondamento imprescindibile della proprietà legittima) sia incoraggiato e tutelato.[2][3] Per quanto riguarda le tasse imposte dal fisco, Rousseau specifica che esse devono essere esatte secondo modalità approvate dal popolo tramite la legge e che coloro che possiedono solo il necessario per sopravvivere ne vengano esentati; si tratta di una importante rivendicazione di giustizia sociale.[3]

Come si è detto, le idee espresse nel Discorso sull'economia politica vennero riprese, approfondite e ampliate dall'autore nella sua successiva opera di filosofia politica, il Contratto sociale, che venne pubblicato nel 1762.